# Supremacía merciana

Una serie de mapas que ilustran la creciente hegemonía de Mercia durante el.

La Supremacía Merciana fue el período de la  historia anglosajona entre el 600 y el 900, cuando el reino de Mercia dominó la Heptarquía anglosajona. Sir Frank Stenton aparentemente acuñó la frase, argumentando que Offa de Mercia, que gobernó entre los años 757 y 796, logró efectivamente la unificación de Inglaterra al sur del estuario de Humber. La opinión escolástica sobre la relación entre los reinos de Wessex y Mercia en esta época sigue dividida.
Si bien el período preciso de la supremacía merciana sigue siendo incierto —depende de si se incluyen en ella los reinados de Penda (c. 626-655) y Wulfhere (658-675)—, se acepta en general que el final de la era se sitúa en torno al año 825, tras la derrota del rey  Beornwulf en la batalla de Ellandun, librada cerca de la moderna Swindon.
Nicholas Brooks señaló: «los mercianos destacan como los más exitosos, con diferencia, de los diversos pueblos anglosajones primitivos hasta finales del siglo IX»; con la excepción de los tres años bajo la dominación de Northumbria, esto es cierto entre los años 633 y 825.
Tildado por Beda el Venerable de «némesis de la  Northumbria anglosajona», Penda de Mercia llevó a cabo una pronta expansión de su reino, pero su reinado terminó con su muerte en la batalla y con un breve período de tres años en el que Northumbria gobernó sobre los mercianos. La rebelión contra Northumbria del hijo de Penda, Wulfhere, en 658, precedió inmediatamente a la restauración del reino de Penda y a un período de expansión en el que la influencia de Mercia alcanzó el sur de la Isla de Wight. Durante esta expansión, Mercia perdió, sin embargo, su provincia del Reino de Lindsey, arrebatada por Northumbria en 661. La reconquistó Etelredo de Mercia tras la batalla de Trento del 679, acontecimiento que dio a Mercia la hegemonía en la Gran Bretaña anglosajona durante más de un siglo.
El dominio de Mercia sobre los reinos anglosajones de Essex, Sussex y Kent parece haber sido tenue hasta el 716, cuando Etelredo de Mercia restauró la hegemonía de Mercia por más de cuarenta años. El advenimiento de Offa en 757 supuso el comienzo de una edad de oro para Mercia. Algunos historiadores han sugerido que la victoria de Offa sobre los galeses y los sajones occidentales de Wessex estableció la supremacía de Mercia que perduró hasta el año 825, cuando Egberto de Wessex apoyó una rebelión de los anglosajones orientales contra Beornwulf de Mercia, cuya derrota en Ellandun puso fin a la hegemonía merciana.